# Eutanygaster moraviella
Eutanygaster moraviella är en stekelart som beskrevs av Ian D. Gauld 2000. Eutanygaster moraviella ingår i släktet Eutanygaster och familjen brokparasitsteklar. Inga underarter finns listade i Catalogue of Life.